# Håkon Gullvåg
Håkon Gullvåg (né le 20 février 1959 à Trondheim) est un peintre norvégien.

## Biographie
Pionnier de l'art moderne religieux, Håkon Gullvåg a orné de nombreuses églises en Norvège. Il a réalisé le portrait de nombreuses personnalités norvégiennes, notamment de la famille royale.
En 2014, il expose Tableaux pour une cathédrale à l'abbaye Saint-Ouen de Rouen.